# Agrius pallida
Agrius pallida är en fjärilsart som beskrevs av Adolf G. Closs 1917. Agrius pallida ingår i släktet Agrius och familjen svärmare. Inga underarter finns listade i Catalogue of Life.